# Rezerwat przyrody Biała Woda

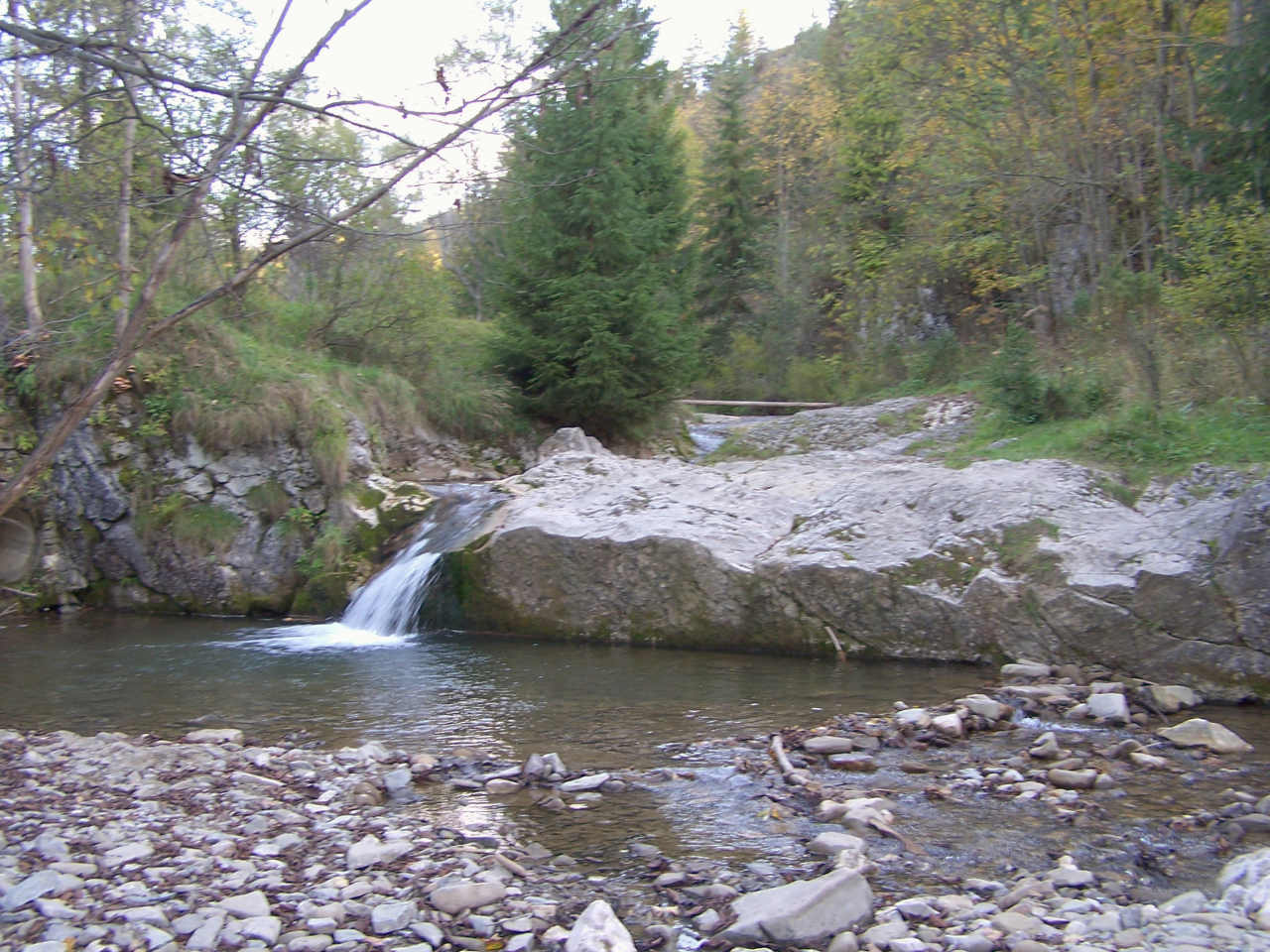
Kaskada i banior na potoku

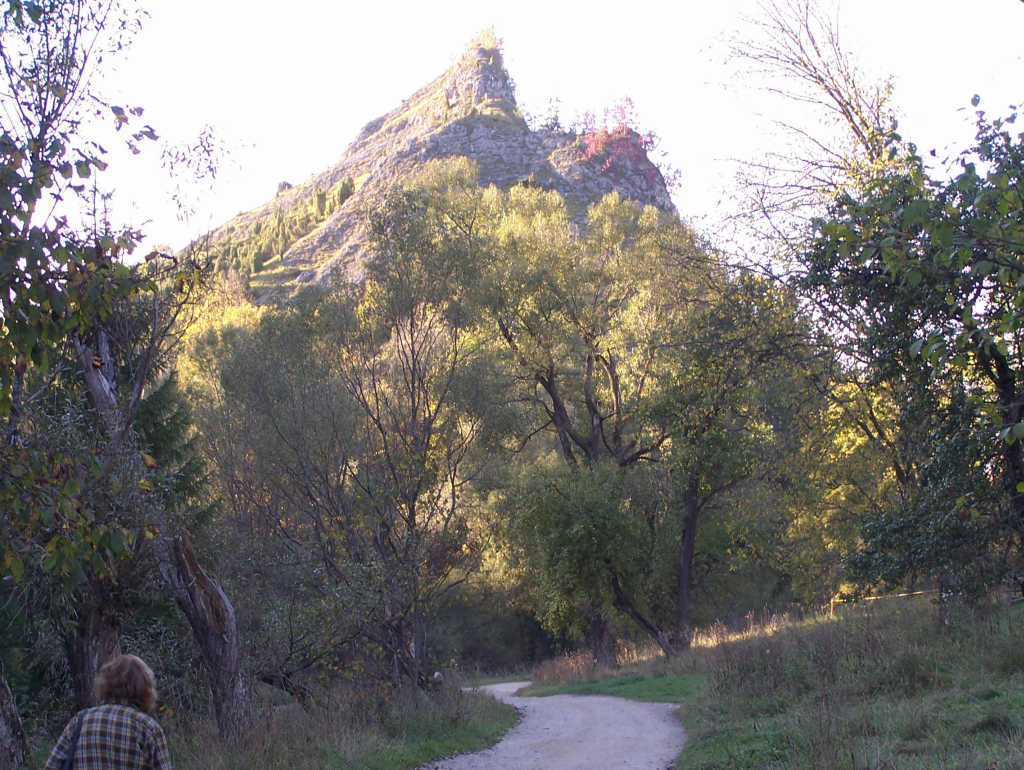
Smolegowa Skała

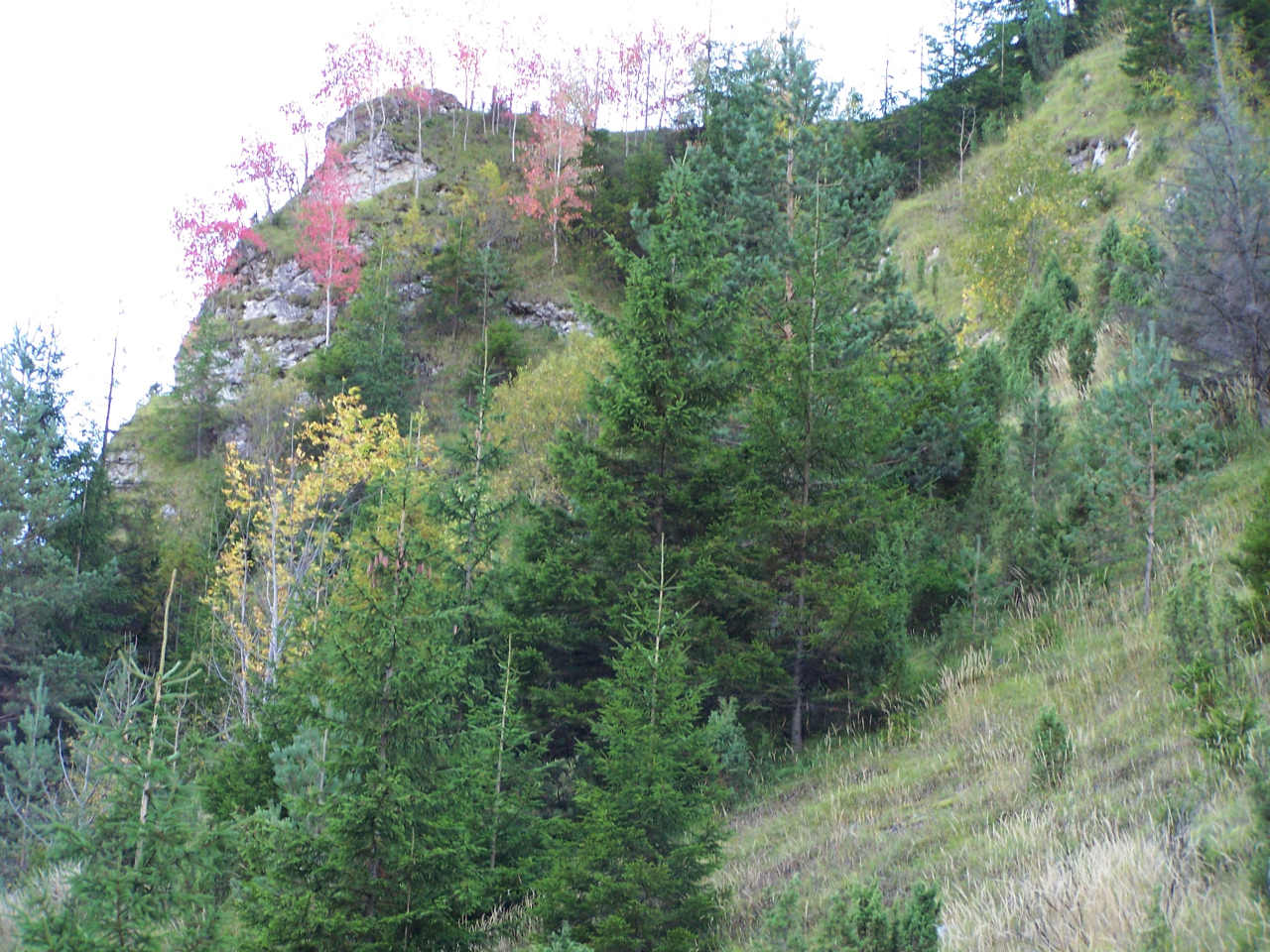

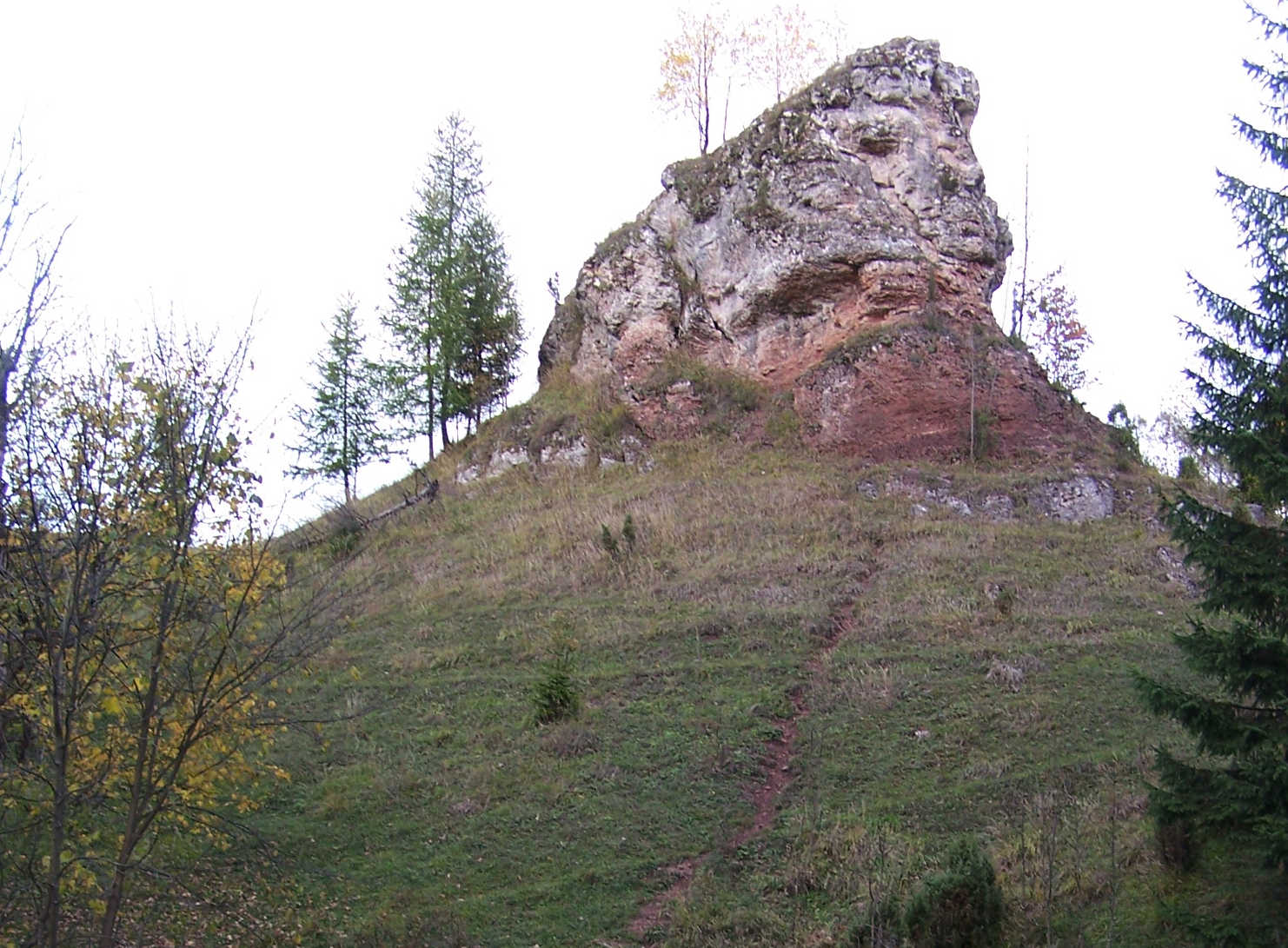
Czerwona Skałka

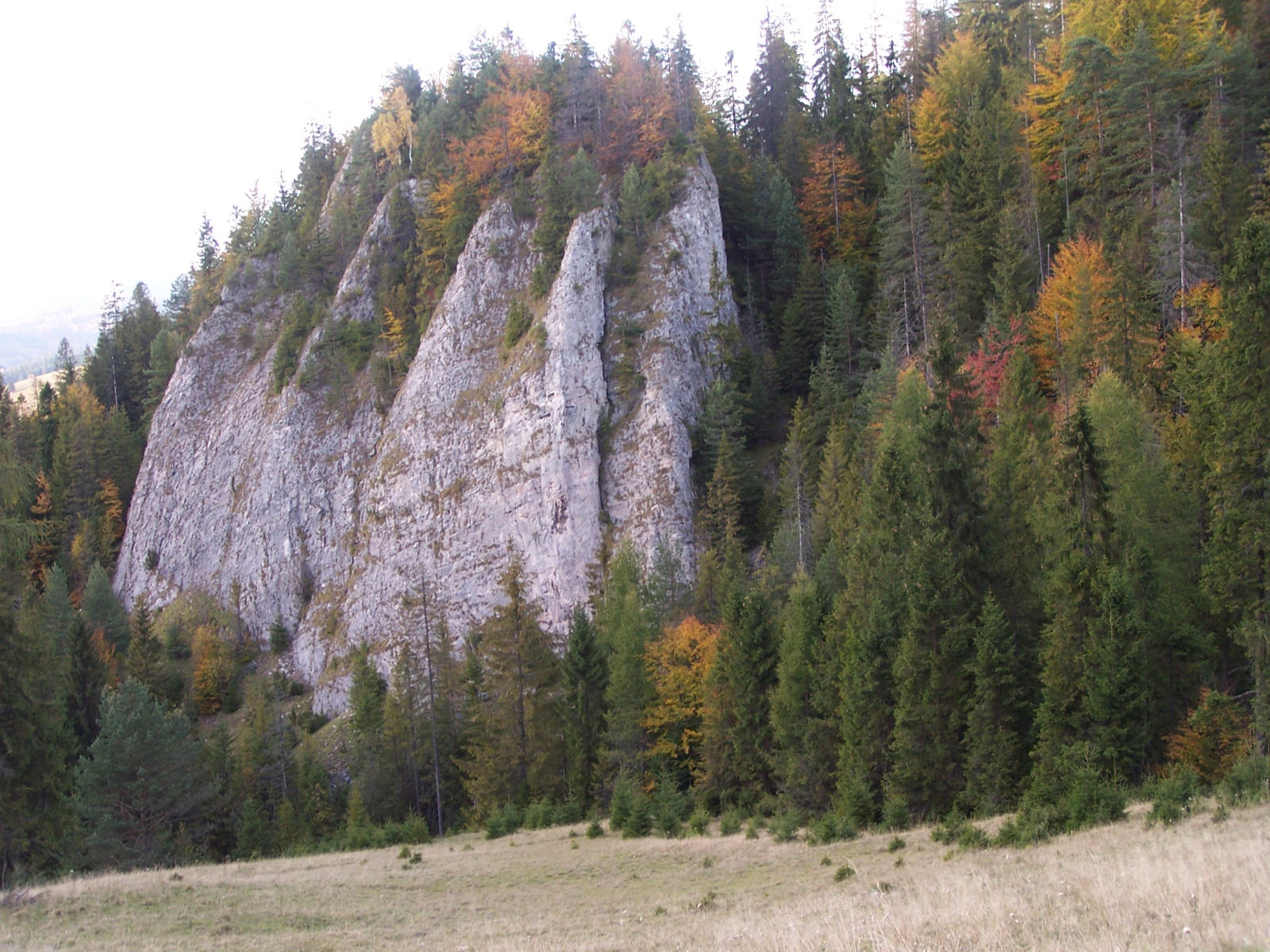
Brysztańskie Skały

Rezerwat przyrody Biała Woda – krajobrazowy rezerwat przyrody w województwie małopolskim, w gminie Szczawnica. Znajduje się na terenie Białej Wody stanowiącej obecnie część miejscowości Jaworki, w Pieninach – w ich części zwanej Małymi Pieninami. Został utworzony w 1963 roku; jeden z wąwozów Pienin, nadający się do spacerów, jak i turystyki rowerowej.

## Ogólne
Rezerwat Biała Woda ma powierzchnię 33,71 ha i podlega zarządowi Nadleśnictwa Krościenko. Rezerwat, składający się z czterech oddzielnych, blisko siebie położonych fragmentów, położony jest w dolinie potoku Biała Woda oraz jego dopływu Brysztańskiego Potoku. Fragmenty rezerwatu oddzielone są od siebie pastwiskami i polami uprawnymi. Celem jego utworzenia była ochrona cennego i pięknego krajobrazu, licznych elementów przyrody nieożywionej (skały wapienne i turnie, kamieniste koryto potoku z kaskadami) oraz interesującej flory naskalnych roślin wapieniolubnych i innych rzadkich gatunków roślin. Rezerwat ma bardzo ciekawą budowę geologiczną z przewagą skał wapiennych z okresu jury i kredy, tworzących urozmaicone formy przestrzenne.

## Opis
Tuż zaraz za wejściem do rezerwatu, po lewej stronie, znajduje się skała zwana Czubatą. W sąsiedztwie rezerwatu (ok. 200 m) przy polnej drodze na północnych zboczach doliny znajduje się duża rzadkość – Bazaltowa Skałka (pomnik przyrody) pochodzenia wulkanicznego. W tym miejscu ok. 100 mln lat temu niewielka ilość magmy przebiła się na powierzchnię i zastygła. Po południowej stronie potoku znajduje się duże urwisko Smolegowej Skały zbudowanej z wapieni krynoidowych serii czorsztyńskiej. W tym miejscu zbocza doliny zwężają się tworząc Wąwóz Międzyskały. Potok tworzy liczne kaskady, bystrza, skałki i głębokie, wybite przez spadającą wodę baniory. Jego dno zbudowane jest również z wapieni krynoidowych serii czorsztyńskiej. W pobliżu miejsca, gdzie uchodzi Potok Zimna Studnia, na północnej stronie Białej Wody, nieco wyżej znajduje się charakterystyczna Czerwona Skałka, zwana też Skałą Sfinks. Naprzeciwko niej, po drugiej stronie potoku, znajdują się Konowalskie Skały, tworzące skalny amfiteatr. Dalej za Czerwoną Skałką znajdują się Kornajowskie Skały, których nazwa pochodzi od istniejącego tu dawniej osiedla Kornaje. Trzeci fragment rezerwatu znajduje się w miejscu, gdzie Potok Brysztański uchodzi do Białej Wody. Naprzeciwko składu drzewa znajduje się tutaj duża Kociubylska Skała o ścianach stromo opadających do potoku. U jej wschodnich podnóży są tablice informacyjne. Ostatni fragment rezerwatu, do którego nie prowadzi już szlak turystyczny, znajduje się w środkowej części Brysztańskiego Potoku i obejmuje Brysztańskie Skały.

## Historia
Przed utworzeniem rezerwatu teren wąwozu był wykorzystywany gospodarczo. Początki osadnictwa na tym terenie sięgają czasów Bolesława Chrobrego. Od drugiej połowy XIV wieku przybyli tu Wołosi, którzy przynieśli z sobą kulturę pasterską, a następnie zaczęli się osadzać na dolinach. Powstała wieś Biała Woda zamieszkiwana przez Rusinów, którzy utrzymywali się z wypasu zwierząt, uprawy roli i drobnego rzemiosła (specjalizowali się w naprawie potłuczonych glinianych garnków, które po sklejeniu wzmacniali drutem). Zaludnienie wzrastało, karczowano lasy, na początku XIX wieku wieś była już silnie przeludniona, pola uprawne bardzo rozdrobnione, lasy utrzymały się tylko na bardzo stromych i skalistych terenach. Po II wojnie światowej w ramach akcji „Wisła” w 1947 r. wysiedlono Rusinów, a zabudowania spalono. Widoczne są jeszcze na terenie rezerwatu resztki fundamentów i zdziczałe drzewka owocowe. Na przejętych przez państwo terenach wsi rozwijano pasterstwo (wypas owiec).

## Flora
Teren rezerwatu jest w większości bezleśny, jedynie w południowej części występują niewielkie półnaturalne płaty lasu mieszanego o urozmaiconym składzie gatunkowym oraz buczyna karpacka. Przeważa w nich buk, świerk i jawor. Wśród drzewostanu rezerwatu występują ponadto jesion wyniosły, sosna zwyczajna, wierzba krucha, wierzba siwa, jarzębina, lipa drobnolistna, modrzew europejski, olcha szara, brzoza brodawkowata, wiąz górski, czereśnia ptasia. Pozostałościami po dawnych mieszkańcach są zdziczałe drzewa owocowe, kasztanowiec zwyczajny i lipa szerokolistna.
Na skałach występują zbiorowiska roślin naskalnych i kserotermicznych, na żyźniejszych fragmentach roślinność łąkowa. Licznie występuje jałowiec pospolity. Murawy naskalne tworzone są przez dwa zespoły roślinne: Festucetum pallentis i Seslerietum variae. Wśród występujących tu roślin zielnych są: sesleria skalna, stokrotnica górska, kostrzewa blada, dziewięćsił bezłodygowy, zerwa kulista, przytulia nierównolistna, ostrożeń lepki, rozchodnik ostry, goryczuszka orzęsiona, zimowit jesienny, jastrzębiec sabaudzki. Występują też tak rzadkie w Polsce gatunki roślin, jak krwawnik szczecinkolistny, dwulistnik muszy i turzyca obła. Wielką osobliwością florystyczną są znajdujące się na północnej ścianie Smolegowej Skały reliktowe stanowiska roślin górskich, które w Polsce występują jedynie w Tatrach i właśnie tutaj: dębik ośmiopłatkowy, konietlica alpejska, pępawa Jacquina.

## Informacje turystyczne
Do rezerwatu dochodzi się drogą asfaltową z Jaworek, wzdłuż rzeki Grajcarek, obok stadniny koni, słynnej „Muzycznej Owczarni” i domu noclegowego Biała Woda. Przy drodze ładna kapliczka z cebulastą kopułą drewnianą (ulubiony motyw fotograficzny turystów), a przy niej najdalej położony parking. Przy wejściu do rezerwatu dydaktyczne tablice informacyjne (również Małopolskiego Szlaku Geoturystycznego). W rezerwacie nie pobiera się opłat za wstęp.
Szlaki turystyczne
 – z Jaworek przez rezerwat Biała Woda do turystycznego przejścia granicznego Jaworki – Litmanowa obok Przełęczy Rozdziela, gdzie krzyżuje się ze szlakiem niebieskim prowadzącym grzbietem Małych Pienin do Beskidu Sądeckiego.
Szlaki rowerowe
 – zielony z Jaworek przez rezerwat Biała Woda. Za Kociubylską Skałą skręcamy w lewo (przez potok) na północ, opuszczając żółty szlak pieszy, który stromym podejściem kieruje się na wprost ku przełęczy Rozdziela. Powyżej rozdroża znajduje się bacówka. Po przejechaniu ok. 500 metrów szlak opuszcza główną drogę (skręcamy w prawo) kierując się na południowy wschód. W tym miejscu (słabe oznakowanie) mamy do wyboru dwie drogi (które i tak po kilkudziesięciu metrach znów się spotykają). Szlak od tego momentu staje się dosyć stromy i gliniasty. Po opuszczeniu lasu ścieżka skręca w lewo (brak wyraźnej drogi) prowadząc łąkami ku przełęczy Rozdziela, gdzie znajduje się turystyczne przejście graniczne Jaworki – Litmanowa. Dalej szlak prowadzi przez Szczob na Gromadzką Przełęcz w Beskidzie Sądeckim.